# Marie Kurmann
Marie Helena Kurmann (10 oktober 1955) is een Zwitserse botanica die is gespecialiseerd in paleobotanie en palynologie. 
Ze studeerde aan de ETH Zürich. In 1981 haalde ze een master aan de Kansas State University. In 1986 haalde ze een Ph.D. aan de Ohio State University. Tot 1995 was ze werkzaam bij de Royal Botanic Gardens, Kew. 
Kurmann doet onderzoek naar de morfologie en de ontogenie van pollen en de betekenis daarvan voor de evolutie van naaktzadigen. Ze doet vergelijkende studies tussen fossiele planten en levende planten. Studieobjecten vormen de fossiele plant Elatides williarnsonii uit het Jura en de hedendaagse soort Cunninghamia lanceolata uit de taxusfamilie. 
Kurmann is (mede)auteur van artikelen in tijdschriften als Botanical Journal of the Linnean Society, Grana, Kew Bulletin, Nordic Journal of Botany en Taxon. Samen met Jim Doyle vormde ze de redactie van het boek Ultrastructure of Fossil Spores and Pollen dat in 1994 verscheen. Samen met Alan Hemsley vormde ze de redactie van het boek The Evolution of Plant Architecture dat in 1999 verscheen. 
In 1995 kreeg Kurmann van de Linnean Society of London de Bicentenary Medal, een onderscheiding voor een bioloog die jonger is dan veertig jaar vanwege uitmuntende prestaties. De fossiele plant Drumhellera kurmanniae werd naar haar vernoemd. 